# تلوستان
تلوستان، روستایی است از توابع بخش گالیکش شهرستان مینودشت در استان گلستان ایران.

## جمعیت
این روستا در دهستان ینقاق قرار داشته و بر اساس سرشماری سال ۱۳۸۵ جمعیت آن ۵۹۱ نفر (۱۴۲ خانوار)
بوده است.